# Escudo de Queensland
El Escudo de armas de Queensland es el escudo oficial del estado australiano de Queensland.

## Historia
El escudo de armas de Queensland es el más antiguo de Australia, y se le concedió por primera vez por la Reina Victoria en 1893 a través de la forma más simple de las subvenciones heráldicas, con el escudo de armas, el lema, casco, desmantelamiento y la cresta.

## Sugerencias y observaciones
Hasta 1892, las sugerencias se fueron realizando en cuanto a qué concierne el escudo de armas del estado a constituirse y las imágenes de abajo que muestran los cuatro principales representaciones que se consideraron.
Estas propuestas fueron acompañadas de una carta por el Secretario Jefe de la Delegación del Gobierno en Londres.

Oficina del Gobierno de Queensland

Cámaras de Westminster, Victoria Street

Londres, SW, 02 de diciembre 1892

Señor,

En referencia a su carta del 13 de mayo relativa a la concesión de Armas de la colonia de Queensland tengo el honor de informarle de que sus sugerencias fueron presentadas ante el Colegio Heraldos a través de la Oficina Colonial y después de mucha consideración los dibujos adjuntos de las armas propuestas han sido proporcionadas por Sir Albert Woods, rey de la liga de Armas y se envían para su aprobación.

El Honorable Sir SW Griffith KC, MG 2C

Secretario en jefe, Brisbane

Samuel Walker Griffith

## Escudo de armas oficial

Insignia de Queensland (1870–1876).
Escudo de armas oficial de Queensland a principios de 1893.
Escudo de armas oficial de Queensland desde finales de 1893 hasta 1902, y nuevamente desde 1953 hasta 1977.
Escudo de armas oficial de Queensland de 1902 a 1953.
Escudo de armas oficial de Queensland desde 1977.